# Chaerophyllum aureum
Chaerophyllum aureum es una especie herbácea perteneciente a la familia Apiaceae.

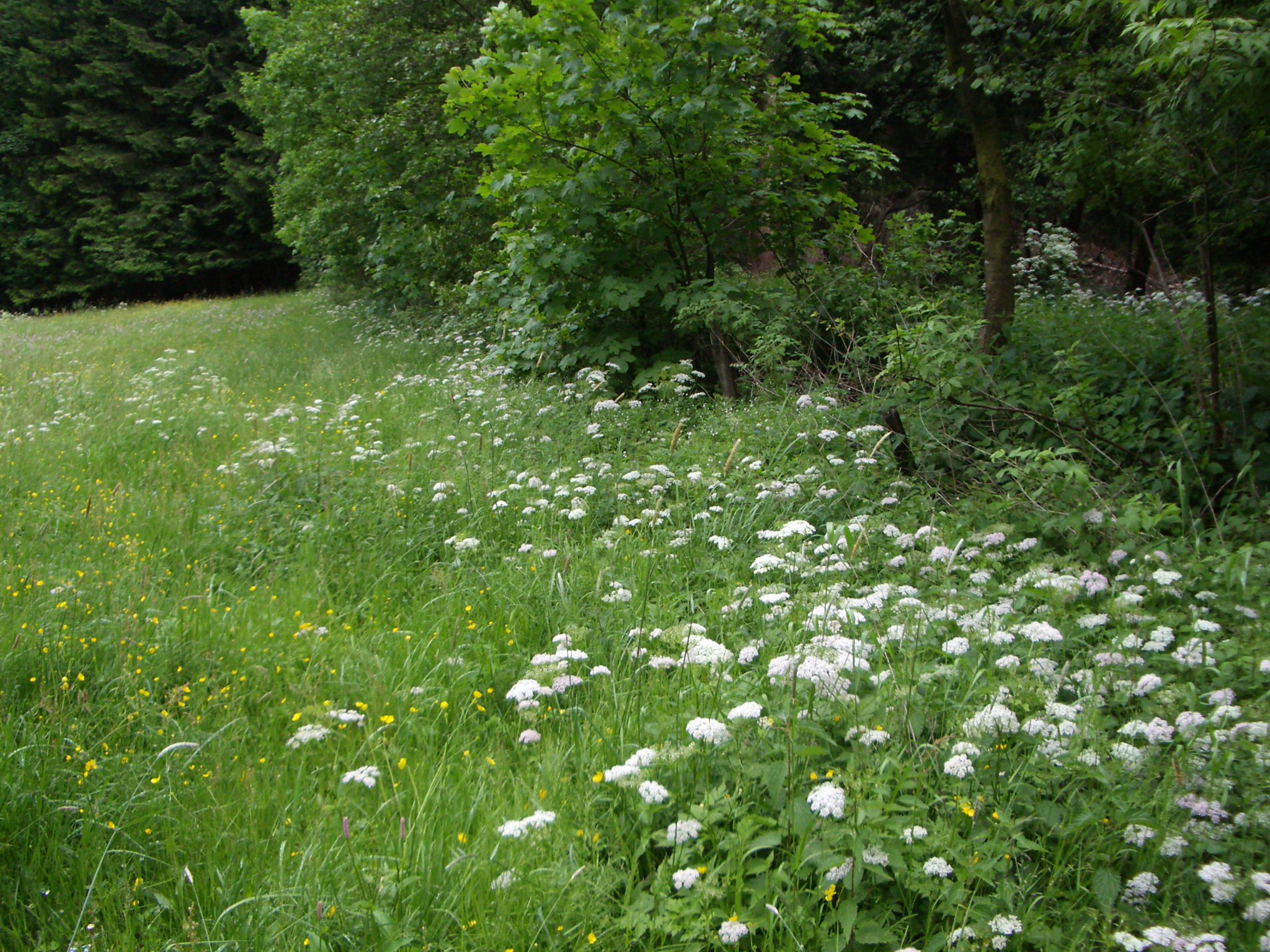
Hábitat

## Descripción
C. aureum se distingue del más común  Chaerophyllum hirsutum, por presentar los pétalos glabros, los estilos muy separados o reflejos en la madurez y las hojas de color verde pálido. Los estilos son de tamaño similar (c. 1-2mm) a  C.   hirsutum  y más grandes que los de  Chaerophyllum temulum  que apenas sobrepasan 0.5 mm.

## Distribución y hábitat
Se distribuye por el Norte de África, Turquía, Cáucaso e Irán; y Europa; en el tercio septentrional de la península ibérica y en Aragón por Pirineos y Sierra de Gúdar. 

se encuentra en orlas forestales, megaforbios, herbazales a pie de cantil, orillas de cursos de agua y prados de siega. Siempre en ambiente fresco y suelos algo húmedos.
Con preferencia en suelos subnitrófilos, en alturas de (600) 800- 2100 metros.

## Taxonomía
Chaerophyllum aureum fue descrita por Carlos Linneo y publicado en Species Plantarum, Editio Secunda 370. 1762.
Sinonimia
- Chaerophyllum hispidulum Sennen & Pau
- Chaerophyllum temuloides Boiss.
- Bellia aurata Bubani
- Chaerophyllum hybridum Ten.
- Chaerophyllum maculatum Willd.
- Chaerophyllum monogonum Kit. ex Link
- Chaerophyllum temuloides Boiss.
- Chaerophyllum temuloides var. trapezutinum Boiss.
- Chaerophyllum trapezuntinum Boiss.
- Croaspila aurea (L.) Raf.
- Myrrhis aurea All.
- Myrrhis maculata Sweet
- Scandix aurea Roth
- Selinum aureum E.H.L.Krause[3]

## Nombres comunes
- Castellano: cañiguerra, mardiezco, mastrancho.[4]